# Andrzej Zakrzewski (historyk)
Andrzej Jan Zakrzewski (ur. 8 lutego 1942 w Maluszynie, zm. 15 lutego 2025) – polski historyk, wykładowca akademicki, profesor, w latach 1990–1996 prorektor Akademii Jana Długosza w Częstochowie, doktor honoris causa tejże uczelni.

## Życiorys
Ukończył Liceum Pedagogiczne w Radomsku i Studium Nauczycielskie w Piotrkowie Trybunalskim. W 1971 uzyskał tytuł zawodowy magistra historii na Uniwersytecie Łódzkim, po czym rozpoczął karierę akademicką. Pracę doktorską, obronioną w 1976, napisał pod kierunkiem prof. Zbigniewa Kuchowicza. Podjął pracę w Wyższej Szkole Pedagogicznej w Częstochowie. W 1988 uzyskał na Uniwersytecie Łódzkim habilitację. Na WSP sprawował szereg funkcji organizacyjnych, między innymi kierownika Zakładu Historii Polski oraz Zakładu Historii Nowożytnej, prodziekana Wydziału Humanistyczno-Pedagogicznego, organizatora i zastępcy dyrektora Instytutu Filologii Polskiej, prodziekana Wydziału Humanistyczno-Pedagogicznego, organizatora i dziekana Wydziału Pedagogicznego, oraz organizatora i dyrektora Instytutu Filozoficzno-Historycznego. W latach 1990–1996 był prorektorem tej uczelni. W roku 2000 uzyskał tytuł naukowy profesora. W 2016 Akademia Jana Długosza uhonorowała go godnością doktora honoris causa.

## Osiągnięcia naukowe
Autor ponad 200 publikacji naukowych, promotor 5 prac doktorskich i ponad 150 magisterskich. Członek Polskiego Towarzystwa Historycznego, Komisji Historycznej Oddziału Katowickiego PAN, Polskiego Towarzystwa Badań nad Wiekiem Osiemnastym, Częstochowskiego Towarzystwa Naukowego, Foundation Voltaire. Laureat nagrody Ministra Nauki i Szkolnictwa Wyższego, nagrody Prezydenta m. Częstochowy w dziedzinie kultury oraz nagrody im. Karola Miarki, a także licznych nagród Rektora WSP (później AJD).
Znaczący udział w jego dorobku miały prace o charakterze regionalnym i lokalnym poświęcone ziemi częstochowskiej i rodzinnemu Maluszynowi. Był autorem bądź redaktorem takich publikacji jak „Słownik Biograficzny Ziemi Częstochowskiej”, „Żytno (1198-1998)” oraz „Dzieje Maluszyna i jego dziedziców”.